# Brit Awards de 2013
O Brit Awards de 2013 foi realizado em 20 de fevereiro de 2013. Esta foi a 33ª edição do prêmio anual de música pop da British Phonographic Industry. A cerimônia de premiação foi realizada no The O2 Arena, em Londres, e foi apresentada pela terceira vez em três anos por James Corden. Liderando as indicações foram Mumford & Sons e Emeli Sandé com quatro indicações cada, mas Sandé e Ben Howard acabaram como os vencedores mais bem sucedidos, com dois prêmios cada.
A estátua foi projetada por Damien Hirst. A cobertura pela ITV atraiu mais de 6,5 milhões de espectadores, com um pico de 7,5 milhões, o maior público para os prêmios em dez anos.

## Performances
| Artista(s)        | Canção                               |
| ----------------- | ------------------------------------ |
| Muse              | "Supremacy"                          |
| Robbie Williams   | "Candy"                              |
| Justin Timberlake | "Mirrors"                            |
| Taylor Swift      | "I Knew You Were Trouble"            |
| One Direction     | "One Way or Another (Teenage Kicks)" |
| Ben Howard        | "Only Love"                          |
| Mumford & Sons    | "I Will Wait"                        |
| Emeli Sandé       | "Clown" "Next to Me"                 |

## Vencedores e nomeados
As indicações foram anunciadas em 10 de janeiro de 2013 durante o lançamento do BRIT Awards 2013 no Savoy Hotel em Londres. O evento foi organizado por Nick Grimshaw.
| Álbum Britânico do Ano (apresentado por Bryan Ferry) | Produtor Britânico do Ano                                                              |
| --- | -------------------------------------------------------------------------------------- |
| - Emeli Sandé – Our Version of Events - Alt-J – An Awesome Wave - Mumford & Sons – Babel - Paloma Faith – Fall to Grace - Plan B – Ill Manors | - Paul Epworth - Damon Albarn - Jake Gosling                                           |
| Single Britânico do Ano (apresentado por Tom Daley & Jonathan Ross) | Melhor Apresentação ao Vivo Britânica (apresentado por Louis Smith & Jack Whitehall)   |
| - Adele – "Skyfall" - Alex Clare – "Too Close" - Coldplay & Rihanna – "Princess of China" - DJ Fresh (com participação de Rita Ora) – "Hot Right Now" - Emeli Sandé – "Next to Me" - Florence and the Machine – "Spectrum (Say My Name)" - James Arthur – "Impossible" - Jessie J – "Domino" - Labrinth (com participação de Emeli Sandé) – "Beneath Your Beautiful" - Olly Murs (com participação de Flo Rida) – "Troublemaker" - Rita Ora (com participação de Tinie Tempah) – "R.I.P." - Rizzle Kicks – "Mama Do the Hump" - Robbie Williams – "Candy" - Rudimental (com participação de John Newman) – "Feel the Love" - Stooshe – "Black Heart" | - Coldplay - Mumford & Sons - Muse - The Rolling Stones - The Vaccines                 |
| Artista Solo Masculino Britânico (apresentado por Ed Sheeran) | Artista Solo Feminina Britânica (apresentado por Taylor Swift)                         |
| - Ben Howard - Calvin Harris - Olly Murs - Plan B - Richard Hawley | - Emeli Sandé - Amy Winehouse - Bat for Lashes - Jessie Ware - Paloma Faith            |
| Grupo Britânico (apresentado por Simon Pegg & Bérénice Marlohe) | Melhor Revelação Britânica (apresentado por Nick Grimshaw)                             |
| - Mumford & Sons - Alt-J - Muse - One Direction - The xx | - Ben Howard - Alt-J - Jake Bugg - Jessie Ware - Rita Ora                              |
| Artista Solo Masculino Internacional (apresentado por Jourdan Dunn & Rafe Spall) | Artista Solo Feminina Internacional (apresentado por Dermot O'Leary & Sharon Osbourne) |
| - Frank Ocean - Bruce Springsteen - Gotye - Jack White - Michael Bublé | - Lana Del Rey - Alicia Keys - Cat Power - Rihanna - Taylor Swift                      |
| Grupo Internacional (apresentado por Dave Grohl) | Escolha da Crítica                                                                     |
| - The Black Keys - Alabama Shakes - Fun. - The Killers - The Script | - Tom Odell - AlunaGeorge - Laura Mvula                                                |
| Prêmio de Sucesso Global (apresentado por Robbie Williams) | Reconhecimento Especial (apresentado por Damon Albarn)                                 |
| - One Direction | - War Child                                                                            |